# Bonjour Tristesse (romance)
Bonjour Tristesse (em inglês:  "Hello Sadness") é um romance de Françoise Sagan. Publicado em 1954, quando o autor tinha apenas 18 anos, foi uma sensação da noite para o dia. O título é derivado de um poema de Paul Éluard, "À peine défigurée", que começa com os versos "Adieu tristesse/Bonjour tristesse..." Uma adaptação cinematográfica em inglês foi lançada em 1958, dirigida por Otto Preminger.

## Resumo do enredo
Cécile, de 17 anos, passa o verão em uma vila na Riviera Francesa com seu pai Raymond e sua atual amante, a jovem, superficial e elegante Elsa, que se dá bem com Cécile. Raymond é um homem atraente, mundano e amoral que justifica suas aventuras sexuais em série citando Oscar Wilde: "O pecado é a única nota de cor vívida que persiste no mundo moderno". Cécile diz: "Eu acreditava que poderia basear minha vida nisso" e aceita seu estilo de vida lânguido como o ideal de status privilegiado. Uma das vantagens para Cécile é que seu pai, que não tem interesses intelectuais, não se importa se ela estuda ou não. Outra é que ele lhe dá liberdade para perseguir seus próprios interesses, partindo do princípio de que ela será uma adição divertida aos encontros sociais superficiais que ele favorece. Na vila ao lado da deles está um jovem de 20 e poucos anos, Cyril, com quem Cécile tem seu primeiro romance sexual.
As férias tranquilas são interrompidas pela chegada de Anne, que Raymond havia vagamente convidado. Uma mulher culta, íntegra, inteligente e trabalhadora da idade de Raymond, amiga de sua falecida esposa, Anne se considera uma espécie de madrinha de Cécile. As três mulheres querem a atenção de Raymond; a distante e enigmática Anne logo se torna amante de Raymond e, na manhã seguinte, ela anuncia o noivado. Elsa se muda, então Anne tenta assumir a criação de Cécile. Ela diz para Cécile parar de ver Cyril e voltar para seus livros escolares. Cécile fica horrorizada com essa ameaça à sua vida mimada como queridinha do pai, principalmente porque Anne se torna o foco de interesse de Raymond. Ela cria um plano para impedir o casamento, mas ainda assim se sente ambígua sobre suas intrigas.
Para deixar Raymond com ciúmes, Cécile faz com que Elsa e Cyril finjam ser um casal e apareçam juntos em momentos específicos. Quando Raymond previsivelmente fica com ciúmes do jovem Cyril, ele renova sua perseguição por Elsa. Mas Cécile avaliou mal a sensibilidade de Anne. Depois de ver Raymond e Elsa juntos na floresta, com Raymond tirando agulhas de pinheiro de seu terno, Anne vai embora chorando e seu carro cai de um penhasco em um aparente suicídio.
Cécile e seu pai retornam à vida vazia e desanimada que viviam antes de Anne interromper o verão e refletem sobre o impacto que Anne teve em suas vidas. Cécile vive sabendo que suas manipulações levaram à morte de Anne e anseia pelo verão que elas compartilharam.

## Personagens
- Cécile, uma jovem de dezessete anos rica e descuidada
- Raymond, seu pai de meia-idade, um festeiro notório e conquistador
- Elsa, a última amante de Raymond no início do romance
- Anne, uma velha amiga da mãe de Cécile, que foi sua mentora depois que ela se retirou do internato católico
- Cyril, um jovem que mora perto da casa que Raymond aluga para o verão

## Recepção
Uma breve revisão inicial da tradução inglesa de Irene Ash (John Murray, 1955), no The Times de 19 de maio de 1955, descreve-a como "Uma pequena ficção incomum ... escrita por uma garota de 19 anos da Dordonha ... uma bela peça de precocidade".[carece de fontes?] O crítico do The Spectator da mesma data disse: "Bonjour, Tristesse, que alcançou notável celebridade em virtude de seu assunto e da idade de sua autora, é um livro vulgar e triste".

## Tradução para o inglês
Bonjour Tristesse foi traduzido para o inglês por Irene Ash em 1955. A tradução de Ash censura muitos dos temas amorais e sexuais do texto original, removendo mais de 100 linhas do texto original de Sagan para torná-lo mais aceitável para publicação britânica. Uma tradução posterior de Heather Lloyd, de 2013, inclui o texto completo sem censura.

## Adaptações culturais
- O cineasta germano-americano Otto Preminger produziu e dirigiu uma adaptação cinematográfica do livro por meio de sua produtora Wheel Productions. Bonjour Tristesse foi lançado em 1958 e estrelado por Jean Seberg, Deborah Kerr e David Niven.[4]
- A banda canadense de dark ambient Soufferance baseou e tematizou seu extended play conceitual de 2011 no livro. Intitulado Bonjour Tristesse, o EP apresenta uma única música de 17 minutos.[5] Um álbum conceitual subsequente foi lançado um ano depois, intitulado Adieu Tristesse, que também pegou elementos do romance.[6]
- O artista francês Frédéric Rébéna adaptou Bonjour Tristesse para uma história em quadrinhos, com a NBM Publishing programada para lançar uma versão em inglês em 2025.[7]